# Polski Związek Akrobatyki Sportowej
Polski Związek Akrobatyki Sportowej − organizacja zrzeszająca zawodników, trenerów i działaczy zajmujących się akrobatyką sportową.
Historia PZAS sięga roku 1952, kiedy to Główny Komitet Kultury Fizycznej powołał Komisję Gimnastyki Akrobatycznej przy Sekcji Gimnastyki Sportowej. Polski Związek Akrobatyki Sportowej powstał jednak dopiero pięć lat później.

## Kalendarium

### 2004
Igrzyska Olimpijskie Ateny 2004 - trampolina indywidualna kobiet i mężczyzn ugruntowała swoją pozycję jako dyscyplina olimpijska.

### 2000
Igrzyska Olimpijskie Sydney 2000 - finał trampolina indywidualna kobiet i mężczyzn.

### 1999
Pierwsze zebranie Komisji Akrobatyki Sportowej FIG (Moutier 7-9.04.1999), włączenie akrobatyki w struktury FIG.

### 1998
Kongres FIT (Sydney 6-10.10.1998) – Międzynarodowa Federacja Trampoliny podejmuje decyzje o przystąpieniu do Międzynarodowej Federacji Gimnastyki (FIG). - przyjęcie trampoliny indywidualnej kobiet i mężczyzn w poczet dyscyplin olimpijskich.
Kongres IFSA (Mińsk 27-28.10.1998) podejmuje decyzję o przystąpieniu do Międzynarodowej Federacji Gimnastyki (FIG).

### 1995
Polski Związek Akrobatyki Sportowej jest organizatorem XII Mistrzostw Świata Seniorów we Wrocławiu.

### 1985
Międzynarodowy Komitet Olimpijski w dniu 5.12.1985   w uznaniu wysokiego poziomu sportowego i organizacyjnego, postanawia przyjąć Akrobatykę Sportową w poczet dyscyplin olimpijskich.

### 1973
Kongres w Moskwie - powołano Międzynarodową Federację Akrobatyki Sportowej (IFSA).

### 1969
I Ogólnopolska Spartakiada Młodzieży (Wrocław).

### 1967
I Zawody Telewizyjne Polska - Rosja (15.01.1967), następne organizowane są co roku z udziałem Bułgarii, Rosji i Polski.

### 1957
I Krajowy Zjazd, powstaje Polski Związek Akrobatyki Sportowej, Warszawa 17.06.1957
pierwszym prezesem PZAS został wybrany Jan Rutkowski.
I Międzynarodowy Turniej z udziałem ekip: Rosji, Niemiec, Bułgarii i Polski.

### 1955
Zarządzeniem Głównego Komitetu Kultury Fizycznej z dnia 3.03.1955
akrobatyka zostaje włączona do jednolitej klasyfikacji sportowe
I Ogólnopolskie Zawody Klasyfikacyjne (Szczecin 18.03.1955)
I Mistrzostwa Polski w Akrobatyce Sportowej (Białystok 15.12.1955)

### 1954
Komisja Gimnastyki Akrobatycznej przekształca się w samodzielną podsekcję Gimnastyki Akrobatycznej (27.11.1954) z własnym Prezydium, Kolegium Sędziów i Radą Trenerów.
Opracowano pierwszy Program Klasyfikacyjny i Przepisy Sędziowskie.
I Konkurs Gimnastyki Akrobatycznej (Warszawa 10-11.12.1954).

### 1953
I Ogólnopolski Kurs Instruktorów Gimnastyki Akrobatycznej, Warszawa 12-23.12.1953  
I Ogólnopolski Kurs Instruktorów Gimnastyki Akrobatycznej, Warszawa 12-23.12.1953  

### 1952
Główny Komitet Kultury Fizycznej powołał Komisję Gimnastyki Akrobatycznej przy Sekcji Gimnastyki Sportowej, której przewodnictwo powierzono Janowi Rutkowskiemu (30.01.1952).